# Kaev Hua I
Kaev Hua I (cũng đánh vần là Keo Fa; – còn được gọi là Ponhea Nhom (tiếng Khmer: ពញាញោម), là vua Campuchia (hoặc nhiếp chính) cai trị từ 1600 đến 1603.
Nhom là con trai thứ tư của Satha I. Ông ta trở thành vua hay quan nhiếp chính sau cái chết của chú Barom Reachea III. Nhom đã dập tắt cuộc nổi loạn do Kêv lãnh đạo, bắt giữ Kêv và bắt hắn phải chết. Nhom cũng chấm dứt sự bảo hộ của Tây Ban Nha. Ông chuyển thủ đô đến Phnom Penh.
Với sự giúp đỡ của Xiêm, một người chú khác của Nhom tên là Srei Soriyopear trở về Campuchia. Dưới áp lực của giới quý tộc và giáo sĩ Phật giáo, Nhom đã buộc phải thoái vị để ủng hộ Srei Soriyopear vào năm 1603. Nhom nổi dậy chống lại chú mình nhưng bị giết tại Stoung năm 1611.